# Paul Freier
Slawomir Paul Freier est un footballeur allemand né le 26 juillet 1979 à Bytom en Pologne. Il évolue au poste de milieu de terrain mais peut également jouer en tant défenseur. Il est aujourd'hui retraité, ayant mis un terme a sa carrière en 2014.

## Carrière

### En club
D'origine polonaise, Paul Freier n'a connu que deux clubs différents : le VfL Bochum et le Bayer 04 Leverkusen. C'est à Bochum, son premier et dernier club, qu'il a effectué la majeure partie de sa carrière portant près de 300 fois le maillot du VfL.
Paul Freier est, même après sa retraite, resté dans son club de cœur, puisqu'il s'occupe désormais des équipes de jeunes du club.

### En sélection
Paul Freier honore sa première sélection avec l'Allemagne le 9 mai 2002 lors d'une victoire 7 à 0 face au Koweït. Il n'est en revanche pas retenu pour la Coupe du monde se déroulant la même année. Il ne sera pas retenu non plus pour le Championnat d'Europe de football 2004 au Portugal.
Après avoir porté dix-neuf fois le maillot de la Mannschaft, Freier met un terme à sa carrière internationale en 2007.

## Palmarès
Vierge